# Berenice I
Berenice (in greco antico: Βερενίκη?, Berenìkē; Macedonia, 340 a.C. circa – 279 a.C.), chiamata nella storiografia moderna Berenice I, è stata una regina macedone antica, consorte del faraone Tolomeo I, primo re dell'Egitto tolemaico.

## Biografia

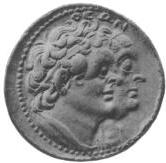
Ritratto monetale di Tolomeo II e di sua madre Berenice I (IV sec. a.C.)

Berenice era figlia di Magas, personaggio di secondo piano della nobiltà macedone, e di Antigone, figlia di Cassandro, fratello di Antipatro, stratego d'Europa e reggente dell'impero di Alessandro Magno.
Poco dopo aver ottenuto la reggenza in sostituzione della spartizione di Triparadiso (321 a.C.), Antipatro suggellò l'alleanza con gli altri diadochi combinando dei matrimoni dinastici per le sue figlie: Nicea andò in sposa a Lisimaco, satrapo di Tracia, Fila, già vedova di Cratero, sposò Demetrio, figlio del satrapo di Frigia, Panfilia e Licia, mentre Euridice andò in sposa a Tolomeo I, satrapo d'Egitto e futuro primo re della dinastia tolemaica.
Berenice, probabilmente originaria di Eordea, era vedova di un certo Filippo, ufficiale dell'esercito macedone, dal quale aveva avuto tre figli: Magas, futuro re di Cirene, Antigone, futura moglie di Pirro, re dell'Epiro e Teossena, che sposò Agatocle di Siracusa, tiranno di Siracusa.
Berenice era inoltre la seconda cugina di Euridice e, ormai vedova di Filippo, la accompagnò nel suo viaggio a Menfi. Dopo il matrimonio fra la cugina e Tolomeo, Berenice divenne l'amante del satrapo, che, qualche anno dopo, decise di sposare anche lei (317 a.C.). Visto che non vi erano apparentemente motivi dinastici per avere un'altra consorte, dato che da Euridice aveva già avuto diversi figli e la nuova moglie era imparentata solo lontanamente con lo stratego d'Europa, alcuni storici ipotizzano che quello fra Tolomeo e Berenice fosse stato un autentico matrimonio d'amore.
Da Tolomeo, divenuto re nel 304 a.C., Berenice divenne regina allo stesso modo di Euridice, ebbe tre o quattro figli: Arsinoe, futura sovrana di Tracia, Macedonia ed Egitto, Filotera e Tolomeo II, futuro re d'Egitto e marito della sorella Arsinoe.
Berenice vinse una corsa dei carri alle Olimpiadi del 284 a.C., una delle gare più prestigiose delle competizioni olimpiche e l'unica nella quale il vincitore risultava essere l'organizzatore della squadra e non l'atleta partecipante (alle donne era in ogni caso vietato partecipare). La vittoria in queste gare costituiva un importante mezzo di propaganda per sovrani e politici che, attraverso la dedica di statue, iscrizioni e poesie commissionate allo scopo, utilizzavano la vittoria come mezzo per aumentare il loro prestigio internazionale.
Berenice sopravvisse al marito, morto nel 283 a.C. e, durante il regno del figlio Tolomeo II, le fu dedicato un porto sul Mar Rosso, nell'odierna località di Sarafa. Dopo la sua morte, avvenuta tra il 279 e il 268 a.C., le furono attribuiti onori divini.